# Marco Tempest

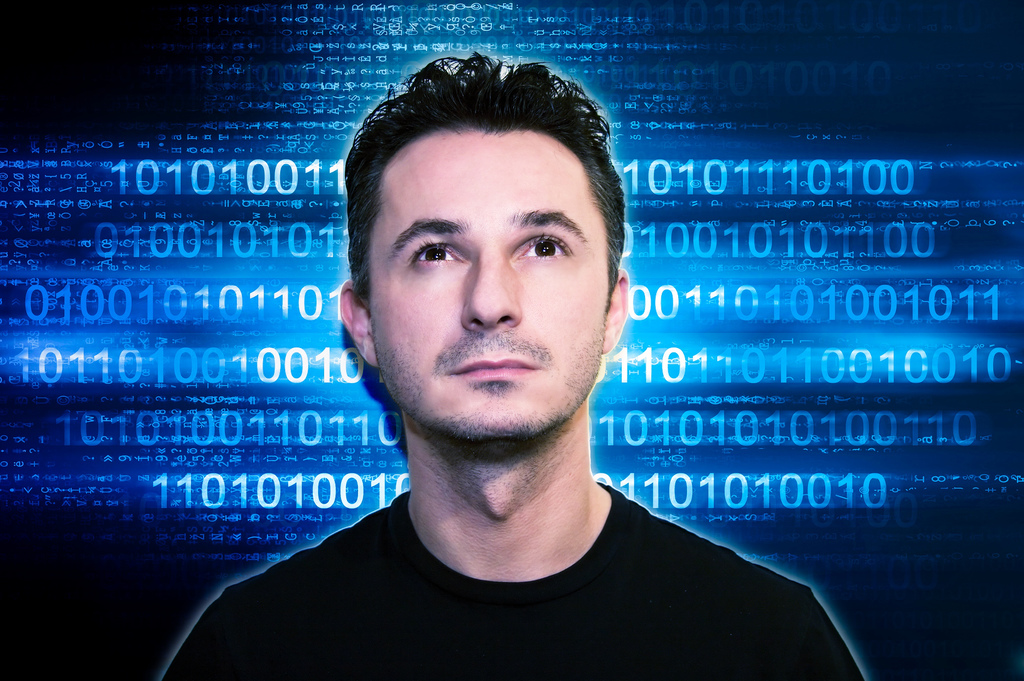
Marco Tempest

Marco Tempest (* 3. Dezember 1964 in Zürich) ist ein Schweizer, in New York lebender, international tätiger Zauberkünstler und Illusionist. Seine selbstgewählte Künstlerbezeichnung ist The Virtual Magician (dt. Der Virtuelle Magier).
In jüngerer Zeit ist Marco Tempest vornehmlich über das Einstellen von kurzen Filmen bei YouTube und anderen öffentlichen Videoportalen relativ schnell zu einer gewissen weltweiten Aufmerksamkeit gelangt. Aber auch mit traditioneller Zauberkunst und als Präsentator von Live-Ereignissen ist er bei seinem Publikum berühmt. Besonders prominent ist Marco Tempest aufgrund seiner zahlreichen nationalen TV-Auftritte derzeit im asiatischen Raum, insbesondere in Korea und Japan, aber auch in seiner Wahlheimat, den USA.
Die mehrteilige Fernsehserie namens The Virtual Magician (dt. Der Virtuelle Magier), deren Erfinder und Präsentator er ist und die in über 50 Ländern ausgestrahlt wurde, darunter auch im deutschsprachigen Raum, stellt den zwischenzeitlichen Höhepunkt seiner Karriere dar. Neben der Ausstrahlung dieser Serie und seinen Internetaktivitäten ist Marco Tempest in Deutschland vor allem durch einzelne Gastbeiträge oder Kurzberichte mehrerer TV-Stationen bekannt.

## Künstlerischer Stil
Marco Tempests Arbeit ist geprägt durch eine Mischung aus traditioneller Zauberkunst, Computereffekten und multimedialer Videokunst. Ein typischer, von ihm geprägter Effekt ist beispielsweise das Überführen eines realen Gegenstandes oder einer realen Person auf eine Bildschirmdarstellung, indem die Person oder der Gegenstand quasi in der Bildfläche verschwindet. Er selbst nennt dieses „virtuelle Magie“.
Insbesondere bei früheren Bühnenshows waren ferner Tanzchoreographien ein wesentliches Gestaltungselement.

## Selbstmarketing
Marco Tempest setzt seit 2006 auf virales Marketing durch die Verbreitung von effektvollen Filmen auf Videoplattformen im Internet. Inzwischen wurden bereits über 20 Teile der Reihe „Magic PhoneCam“ auf diese Art und Weise veröffentlicht und millionenfach abgerufen. Diese Filmbeiträge werden mit einer einfachen Handykamera durchgehend ohne Schnitt gedreht und auch nachträglich nicht videotechnisch bearbeitet. Trotzdem geschehen in diesen Filmen „magische“ Dinge wie das plötzliche Überwinden größerer Strecken oder das Wachstum von Gegenständen und üben dadurch eine große Faszination auf den Betrachter aus. Häufig handelt es sich um optische Täuschungen oder andere Manipulationen. Obwohl die Filme sehr laienhaft und spontan erscheinen, werden sie offensichtlich teilweise mit größerem Aufwand in Teamarbeit erzeugt und sind minutiös inszeniert. Marco Tempest spielt in den Filmen bisher stets die Hauptrolle. In unregelmäßigen Abständen veröffentlicht Marco Tempest und sein Team „Exposed“-Videos (Making-of-Versionen der Filme), in denen verraten wird, wie einzelne Tricks realisiert wurden. Dabei tritt er immer wieder den Beweis an, dass seine Videos tatsächlich ohne Videobearbeitung auskommen. Seit Mitte 2007 ist Marco Tempest auf die noch unbekanntere Videoplattform LiveVideo gewechselt und veröffentlicht vornehmlich dort seine Videobeiträge teilweise exklusiv.

## Fernsehauftritte
Beiträge und Erwähnungen im deutschsprachigen Raum (Auswahl):
- RTL und ProSieben: Reportagen in den Magazinen Explosiv – Das Magazin[7] sowie Galileo[8]
- SF 1: Mehrere Präsentationen im Wissensmagazin Einstein[9]
- WDR Fernsehen: Surftipp in der Sendung Aktuelle Stunde[10]
- RTL: In der Sendung Unglaublich! Die Show der Merkwürdigkeiten
- SF Schweizer Fernsehen und 3sat: Dokumentation "Marco Tempest Zauberer"

## Preise und Auszeichnungen
Nach eigenen Angaben hat Marco Tempest bisher folgende Preise und Auszeichnungen erhalten:
- YouTube Video Awards – Best Series Nominee 2006 & 2007
- Louie Award für herausragende Leistungen im Bereich der Zauberkunst (New York)
- Erster Platz beim „World Cup of Magic“ (New York Magic Symposium)
- Mandrake d'Or Award, l’Académie Française des Illusionnistes (Paris)
- „Annual Star of Magic Show“ Hunter College Auditorium (New York City)
- „World Magic Convention Shows“ Palais de Beaulieu (Lausanne & Dresden)
- „7es Grands Prix Magiques“ Theatre Princesse Grace (Monte Carlo)
- „International Stars of Magic Show“ Fox Theatre (St. Louis)